# Deník Bridget Jonesové
Deník Bridget Jonesové (v anglickém originále Bridget Jones's Diary) je britská romantická komedie natočená podle stejnojmenné knihy Helen Fieldingové. Kniha byla vydána v roce 1996, film měl premiéru 13. dubna 2001.
Hlavní roli nevyrovnané třicátnice, která si dala předsevzetí, že zhubne, najde si přítele a nebude se zamilovávat do alkoholiků, ztvárnila Renée Zellweger. Další dvě hlavní role nápadníků Bridget si zahráli Hugh Grant a Colin Firth. Film vydělal 282 mil. dolarů.
V roce 2004 na něj pak navázalo další volné pokračování Bridget Jonesová: S rozumem v koncích.

## Obsazení
| Renée Zellweger | Bridget Jonesová          |
| Hugh Grant      | nakladatel Daniel Cleaver |
| Colin Firth     | Mark Darcy                |

## Hudba

### Soundtrack
1. „Killin' Kind“ – Shelby Lynne
2. „Kiss That Girl“ – Sheryl Crow
3. „Love“ – Rosey
4. „Have You Met Miss Jones?“ – Robbie Williams
5. „All by Myself“ – Jamie O'Neal
6. „Just Perfect“ – Tracy Bonham
7. „Dreamsome“ – Shelby Lynne
8. „Not Of This Earth“ – Robbie Williams
9. „Out of Reach“ – Gabrielle
10. „Someone Like You“ – Dina Carroll
11. „It's Raining Men“ – Geri Halliwell
12. „Stop, Look, Listen (To Your Heart)“ – Diana Ross a Marvin Gaye
13. „I'm Every Woman“ – Chaka Khan
14. „Pretender Got My Heart“ – Alisha's Attic
15. „It's Only A Diary“ – Patrick Doyle

### Další hudba ve filmu
Další hudba z filmu, která nebyla na soundtracku z filmu.
- „Magic Moments“ – Perry Como
- „Can't Take My Eyes off You“ – Andy Williams
- „Respect“ – Aretha Franklin
- „Without You“ – Renée Zellweger
- „Ring Ring Ring“ – Aaron Soul
- „Don't Get Me Wrong“ – The Pretenders
- „Peter Gunn“ – Art of Noise
- „Up, Up and Away“ – The Fifth Dimension
- „Every Bossa“
- „Me and Mrs. Jones“ – The Dramatics
- „Fly Me to the Moon“ – Julie London
- „Woman Trouble“ – The Artful Dodger
- „Christmas Green“
- „Ain't No Mountain High Enough“ – Diana Ross

## Zajímavosti
- V německém překladu zní název filmu Bridget Jones – Schokolade zu Frühstück, český význam je Bridget Jonesová – Čokoláda ke snídani
- Ve Velké Británii film vydělal £41 692 598.
- Ve Spojených státech film vydělal $71 500 556.
- Kontroverzní spisovatel Salman Rushdie hraje ve filmu sám sebe, Daniel i Bridget se ho ptají na cestu na záchod.